# Henning Christiansen
Henning Christiansen (28. maj 1932 i Sundby – 10. december 2008 i Næstved) var en dansk komponist og billedkunstner.
Christiansen er uddannet både som klarinettist og som musikpædagog ved Det Kgl. Danske Musikkonservatorium. I første omgang var komposition kun et bifag; men det blev siden hans hovedbeskæftigelse, efterhånden som bl.a. arbejdsstipendier fra Statens Kunstfond muliggjorde det.
Han debuterede som komponist allerede i sin konservatorietid, og i de første værker høres arven fra Carl Nielsen og den Darmstadt-skole som han lærte at kende bl.a. på kurser i Darmstadt, to gange i begyndelsen af 1960’erne, og snart gik han et skridt videre. Han blev en del af den såkaldte Fluxus-bevægelse, og lod sin musik integrere i andre kunstformer, bl.a. i form af performances, happenings og aktioner, hvori musik, billedkunst og optræden smelter sammen (han blev i 1985 professor ved Hochschule für bildende Künste Hamburg). Samtidig blev hans musik enklere i sin opbygning, men alligevel raffineret, den stil, der kaldes ny enkelhed (de),.
Privat var han gift med billedkunstneren Ursula Reuter Christiansen. De repræsenterede i 2001 Danmark sammen på Venedig biennalen.

## Musik i udvalg
- op. 7b Trio (træblæsere 1954)
- op. 14 Tre sange af Samuel Beckett (1963)
- op. 28 Perceptive Constructions (kammerorkester 1965)
- op. 32 Den arkadiske (violin og klaver 1966)
- op. 37 dejligt vejr i dag, n'est-ce pas, Ibsen (kammeropera 1966)
- Det perfekte menneske (filmmusik 1967)
- op. 38 Klarinetkvintet (klarinet og strygekvartet 1971)
- op. 69a Den forsvundne fuldmægtig (filmmusik 1971)
- op. 69 Symfoni nr. 2 (Den forsvundne 1972)
- op. 83 Ungdom (blokfløjte, cembalo og strygere 1973)
- "Satie i høj sø" (musik til filmfantasien "Satie i høj sø" om komponisten Erik Satie og forfatterinden Gertrude Stein, 1974)
- Blomsten og forræderiet (opera 1975)
- Det forsømte forår (klarinet og klaver 1978)
- Den otteøjede skorpion (opera 1979)
- op. 90 Målbevidst (violin, blokfløjte, cembalo og strygere)
- op. 137 Why-Therefor- Play (fløjte og klaver 1981)